# Decentralizace
Zatímco centralizace, zejména ve vládní sféře, je známá a často praktikována, pro decentralizaci nemáme žádnou obecnou definici. Jedná se vždy o změnu, o zmenšení dosavadního centralismu, o jeho oslabení. Význam slova decentralizace se může lišit. Pojem decentralizace se objevuje v různých oblastech, např.: decentralizace výroby, ekonomických procesů, politické moci, osidlování aj.
Decentralizaci lze popsat jako delegování (přenesení) pravomocí a s tím souvisejících odpovědností z vyšších (nadřízených) složek systému (obvykle systému správního, administrativního apod.) na nižší (podřízené) složky téhož systému. V případě zcela decentralizovaného uspořádání jsou složky, na které byly pravomoci delegovány, úplně nezávislé na ústředních orgánech, svoje úkoly plní samostatně a jen ve stanoveném rozsahu podléhají dozoru prováděnému z centra. V oblasti veřejné správy je výrazem decentralizace existence územní samosprávy a její poměr k ústředním orgánům státní správy. Určité kompetence jsou tedy přeneseny na obce, kraje. Cílem je, že nižší celky mají lepší povědomí o dění ve svém okolí, jsou blíže problémům, potřebám a jejich rozhodování by tak mělo být efektivnější. Snáz by mělo docházet k zabezpečování potřebných statků a služeb občanům. Dopady by se měly projevit efektivnějším hospodařením, dochází i k decentralizaci fiskální politiky. S politickým převratem na našem[kde?] území proběhla také změna samosprávy a významně se začaly projevovat prvky decentralizace. Reforma samosprávního sektoru přinesla odklon od centralismu, který se postupně utužoval od roku 1948 a skončil s politickou transformací. Nové nastavení veřejné správy a zákonná platforma, se staly důležitou součástí pro vstup do EU.

## Cíle decentralizace
Decentralizace je vždy odpovědí na problémy velkých centralizovaných systémů. Například typický proces decentralizace po rozpadu centrálně plánované ekonomiky má za úkol vyřešit problémy jako pokles ekonomické výkonnosti nebo potřebu občanů mít větší slovo v lokální politice. Následující čtyři cíle jsou často uváděny v různých analýzách decentralizace:

### Účast
Decentralizace je často spojena s účastí širšího okruhu lidí na rozhodování, demokracií, rovností a přesouváním pravomocí z centrální autority na autority lokální.

### Rozmanitost
Účast rozmanitých politických názorů, občanských uskupení nebo národností v politice vede k lepším rozhodnutím, než by byly na základě omezených informací schopny rozhodnout centrální autority.

### Efektivita
Decentralizace zvyšuje efektivitu odstraněním nadbytečné byrokracie, umožněním rychlejší reakce na neočekávané problémy a zlepšením informovanosti o lokálních problémech. Decentralizace je ovšem efektivnější, pokud její složky nejsou příliš složité (schopné, inteligentní).

### Řešení konfliktů
Podle profesorky Dawn Brancati z Washington University v St. Louis decentralizace může snížit nebo dokonce odstranit aktuální či přetrvávající nerovnosti mezi různými národnostmi nebo mezi regiony a centrální vládou tím, že nutí celostátní strany, aby začlenily požadavky regionů do svých programů.

## Proces decentralizace

Grafické porovnání centralizovaného (A) a decentralizovaného (B) systému.

Proces decentralizace zahrnuje změnu pravomocí a zažitých postupů, struktur a praxe také tak, aby se centrum (např. vláda) více zajímalo o náklady a přínosy svých rozhodnutí pro části celku, např. země. Nejedná se pouze o sám přesun části moci od centrální vlády k vládám regionálním.

### Zahájení
Typy zahájení decentralizace se liší. Může být zahájena od centra moci (top-down) nebo zdola, od částí, jednotlivců či regionů k celku, k centru. Speciálním případem je takzvaný typ vzájemně žádoucí decentralizace, kdy centrální vláda pracuje ve spolupráci s regiony. Top-down decentralizace je často zaváděna díky touze snížit státní deficit a splatit část státního dluhu.

### Analýza operací
Decentralizace nikdy není kompletní. Je důležité zhodnotit, které funkce veřejné moci a správy jsou schopny zajistit regiony samy a které by měly, především kvůli své nákladnosti čí celostátnímu významu, zůstat v kompetenci centrální vlády.

### Plánovaná, tichá a neúmyslná
Decentralizace by měla být promyšlený, pomalý a opatrný proces ale často se k ní většinou přistupuje v období krizí, což se může negativně odrazit ve výsledku reformace. Obvykle se jedná o vědomý proces. 
Může nastat i takzvaná tichá decentralizace, kdy centrum moci nevydává žádné reformy, ale svou politickou nedůrazností nebo umírněností způsobuje postupný rozpad centralizovaného systému.
Druhem tiché decentralizace je i decentralizace neúmyslná. Ta nastane, když vedlejší produkt reforem jiných oblastí je přesun politické moci směrem k regionům. Neúmyslná decentralizace se objevuje v Číně a Rusku, kde regionální autority disponují větší mocí, než bylo zamýšleno.

### Asymetrie
O asymetrické decentralizaci mluvíme, když politické, ekonomické a samosprávné pravomoci postoupeny pouze některým, více důležitým oblastem a velkým městům, zatímco jiné (venkov) plně ovládá centrum (vláda). V případě symetrické decentralizace jsou tyto pravomoci dány všem regionům.

### Měření
Měření hloubky decentralizace je obtížné kvůli užívání rozličných definic a postupů měření během různých studií. Podle studie OECD z roku 2013 může být hloubka decentralizace určena pouze komplexní analýzou stavu před a po decentralizaci.

## Decentralizace v kontextu ideologií

### Libertariánský socialismus
Tito filosofové zastávají ideál neburžoazní a nehierarchické společnosti bez soukromého majetku v oblasti produkce a věří v decentralizované prostředky přímé demokracie, jako jsou například shromáždění občanů, odbory nebo dělnické rady. Základním kamenem bývá právě decentralizace politické a ekonomické moci.

### Anarchistické ideologické směry
Decentralizace samosprávy na principu federalismu je také jedním z cílů ideologie anarchismu, která usiluje o vytvoření společnosti bez sociální, politické a ekonomické hierarchie. Anarchisté tvrdí, že pospolitost lidstva je schopna seberegulace a správy bez právního řádu, tj. zákonů.

#### Anarchosyndikalismus
Anarchosyndikalismus je směr, který vznikl v 19. století, zastává teorii, spočívající v budování spolků, hnutí nebo tzv. syndikátů vykořisťovanými pracovníky, zejména rolníky nebo dělníky, které se budou snažit o zajištění lepších pracovních podmínek, zvýšení mzdy a zkrácení pracovní doby. Kvůli korupci odmítali politiku. Budoucí decentralizovanou společnost bez hierarchie spatřovali zejména v syndikátech.

#### Anarchofeminismus
Anarchofeminismus je politická ideologie spojující anarchismus a feminismus. Obecně vnímá patriarchát jako nedobrovolnou hierarchii a třídní boj jako boj proti patriarchátu, který by měl být nahrazen decentralizovaným volným sdružením či beztřídní komunitou. Třídní boj anarchistů vidí jako nezbytnou součást boje za lidská práva žen a naopak.

### Volný trh
Nositel Nobelovy ceny ekonom August von Hayek zdůrazňoval, že volné trhy jsou decentralizovanými systémy, jejichž výsledky jsou utvářeny bez výslovné dohody těch, kteří se řídí především cenami.
Poté například historik Gabriel Kolko ve své knize The Triumph of Conservatism tvrdí, že v polovině 20. století byly podniky, díky neustálému vstupu nových konkurentů na trh, vysoce decentralizované a kompetitivní, přičemž nedocházelo k jejich monopolizaci.

### Decentralizace v Evropské unii
Pojem decentralizace je velmi důležitý v rámci Evropské unie. Přestože členské státy EU vnímají pod decentralizací odlišné procesy, pojí všechny jedno „východisko a tím je přesun kompetencí z centrální vlády na jiné aktéry“ .
Evropská unie hovoří o efektivnějším fungování sfér, při zavedení decentralizovaného řízení. Proto byly do správy EU zavedeny tzv. decentralizované agentury. Zlepšují konkurenceschopnost EU, obecně přispívají ke zvýšení kvality života a podmínek v pracovní oblasti. Agentury řeší běžné problémy občanů EU a napomáhají institucím EU s jejich politikami. Zapojují se do témat: vzdělávání – Evropské středisko pro rozvoj odborného vzdělávání (Cedefop), bezpečnost občanů – Evropská policejní akademie (CEPOL), základní lidská práva – Evropský institut pro rovnost žen a mužů (EIGE), aj.

## Decentralizace v technologiích
Technologie zahrnuje nástroje, materiály, dovednosti a postupy, které vedou ke splnění veřejného nebo soukromého cíle. Koncepce decentralizace je použita v mnoha typech technologií, zejména pak v informačních.

### Informační technologie
Informační technologie zahrnují celý počítačový průmysl, to je hardware, software, internet ale i například telekomunikační zařízení. Internet je skvělý příklad silně decentralizovaného systému. Nikdo ho nevlastní a všichni ho utvářejí spolu. Také například Wikipedie patří mezi velmi decentralizovanou technologii, protože každý ji může upravovat a podílet se tak na její tvorbě. Na rozvoji stránek a aplikací na decentralizované platformě má v posledních letech rozhodující vliv masivní rozšíření chytrých telefonů a dalších mobilních zařízení.
Dále mohou být informační technologie využity pro komunikaci vlády s občany, což se často nazývá E-Government. Tento nástroj je považován za důležitou součást decentralizace a moderní demokracie. Byl aplikován v praxi v různých formách ve většině zemí světa.
Decentralizace pokračuje i v dalších odvětvích informační techniky. Například bezdrátové routery umístěné v domácnostech nebo v kancelářích mohou konkurovat či postupem času i nahradit poměrně centralizovaný systém vysílacích věží v telekomunikacích.

### Vhodná technologie
„Vhodná technologie“ je všeobecně uznávaný termín pro technologii výkonnou, energeticky efektivní, přívětivou k životnímu prostředí a především decentralizovanou. Tento termín vytvořil ekonom E. F. Schumacher. Zvažuje se použití „vhodné technologie“ jako alternativy pro převod kapitálově náročných technologií z rozvinutých zemí do zemí třetího světa.